# یوشیهارو ئنو
یوشیهارو ئنو (به انگلیسی: Yoshiharu Ueno) بازیکن فوتبال اهل ژاپن و عضو تیم ملی فوتبال ژاپن است که در تاریخ ۰۶ ژوئن ۲۰۰۰ میلادی اولین بازی ملی‌اش را انجام داد. او در ۱ بازی ملی حضور داشت و آخرین بازی ملی خود را در تاریخ ۶ ژوئن ۲۰۰۰ میلادی انجام داد. یوشیهارو ئنو در بازی‌های ملی‌اش
گلی به ثمر نرساند.